# Castilleja purpurea
Castilleja purpurea är en snyltrotsväxtart som först beskrevs av Thomas Nuttall, och fick sitt nu gällande namn av George Don jr. Castilleja purpurea ingår i släktet målarborstar, och familjen snyltrotsväxter. Inga underarter finns listade i Catalogue of Life.

## Bildgalleri

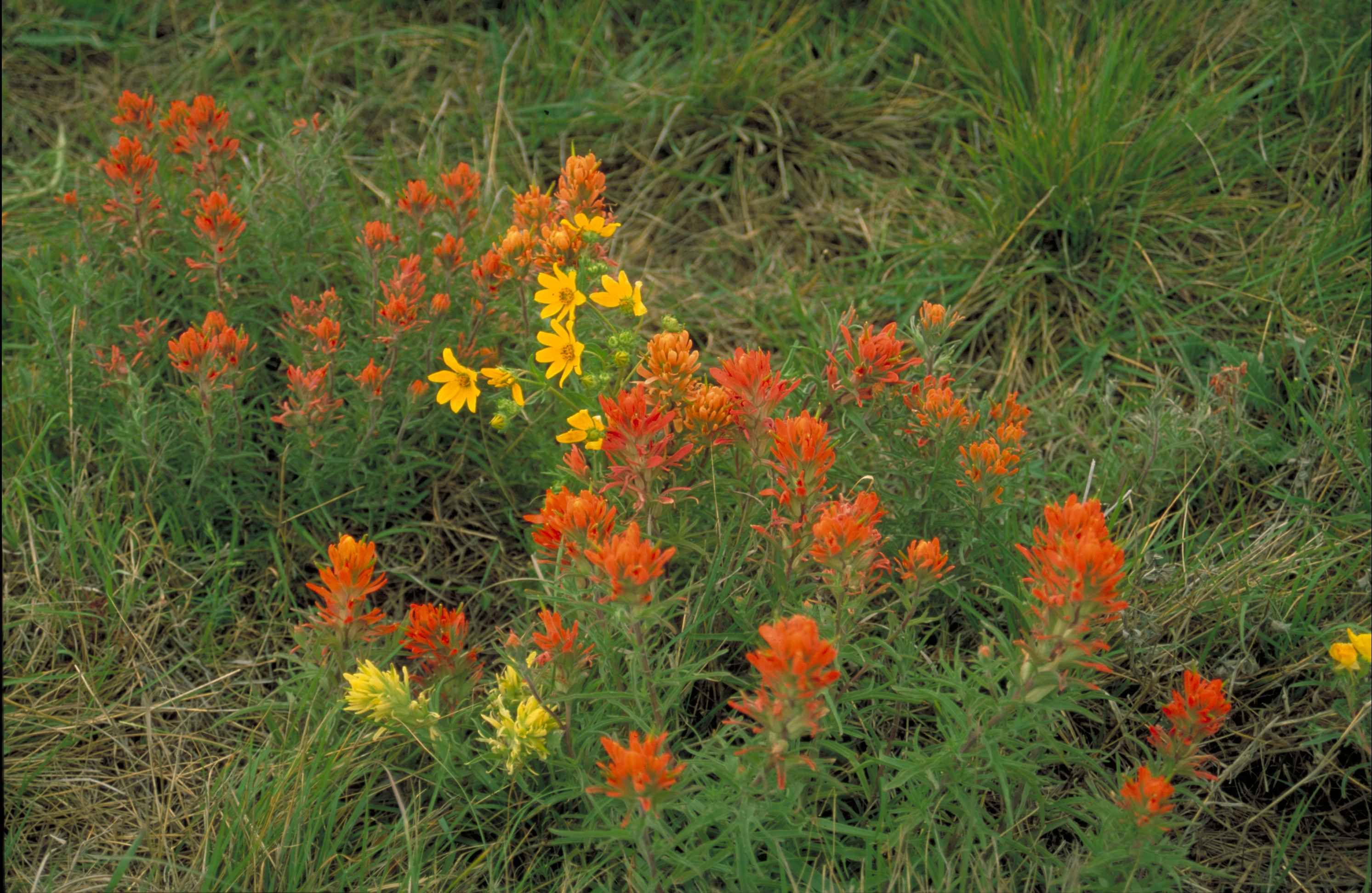